# Mangelerkrankung
Mangelerkrankungen sind Erkrankungen, die durch Mangelernährung entstehen.
Gelegentlich haben sie ähnliche Symptome wie eine starke Überversorgung mit dem Vitamin beziehungsweise Stoff. Beispielsweise wird sowohl bei der Über- als auch bei der Unterversorgung mit Vitamin B6 das Gedächtnis geschädigt.
- Beriberi oder auch Beri-Beri ist eine Erkrankung, die durch einen langzeitigen Mangel an Vitamin B1 (Thiamin) entsteht.
- Nachtblindheit wird unter anderem durch Mangel an Vitamin A ausgelöst.
- Pellagra ist eine Erkrankung, die durch Mangel an Vitamin B3 (Niacin) ausgelöst wird.
- Skorbut ist die Mangelerkrankung durch fehlendes Vitamin C.

Fehlernährung, Unterernährung oder Resorptionsstörungen können zu Hypovitaminosen (Vitaminmangel) und in Extremfällen zu völligem Fehlen von Vitaminen im Körper führen.
Auch das Absterben der Darmflora, beispielsweise durch Antibiotikagaben, kann zu Mangelzuständen bestimmter Vitamine (K, B12) führen.